# Maurice Aguillon
Maurice Aguillon est un homme politique français né le 17 mai 1897 à Mirebeau, porté disparu et déclaré mort le 15 mars 1945 à Gross-Rosen, aujourd'hui en Pologne.

## Biographie
Négociant de profession, militant du Parti républicain, radical et radical-socialiste, Maurice Aguillon devient conseiller municipal puis conseiller d'arrondissement de Mirebeau, sa ville natale. En 1939, une élection législative partielle lui permet d'entrer au Parlement comme député de la Vienne.
Absent lors du vote des pleins pouvoirs à Philippe Pétain le 10 juillet 1940, il s'engage en 1942 dans les Forces françaises de l'intérieur. Arrêté par les Allemands le 30 septembre 1942, il est interné à la prison de Poitiers puis à celle de Fresnes. Le 18 février 1943, il est finalement déporté au camp de Gross-Rosen d'où il ne revint jamais.
Il est médaillé de la Résistance, cité à l'ordre de l'armée, et était titulaire de la Croix de guerre avec palmes.